# 兴安柴胡
兴安柴胡（学名：Bupleurum sibiricum）是伞形科柴胡属的植物。分布于俄罗斯以及中国大陆的内蒙古、辽宁、黑龙江等地，生长于海拔300米至800米的地区，一般生于山坡。

## 异名
雾灵柴胡（学名：Bupleurum sibiricum var. jeholense）是伞形科柴胡属的变种。分布在中国大陆的河北等地，生长于海拔1,500米至2,000米的地区。